# Лобов, Сергей Серафимович
Сергей Серафимович Лобов (9 января 1957, Кандалакша, Мурманская область, СССР) — советский и российский футболист, защитник, тренер.

## Биография
С 1975 — в составе ленинградского «Зенита». В главной команде дебютировал 24 сентября 1977 года в домашнем матче против московского «Динамо», выйдя на замену на 71 минуте. Провёл за клуб 4 матча в 1977 году и один — в 1978. В 1979—1985 годах играл в низших лигах за команды «Динамо» Ленинград (1979—1980), «Шинник» Ярославль (1980—1981), «Строитель» Череповец (1981), «Звезда» Джизак (1982—1983), «Геолог» Тюмень (1984), «Спартак» Тамбов (1985). Позже был игроком и тренером в гатчинской команде «Буревестник», выступавшей в чемпионате Ленинградской области.
В 1993—1995 годах играл во второй и третьей лигах в составе ФК «Гатчина».